# Sportåret 1994

## Händelser

### Allmänt
- 12-26 februari - Olympiska vinterspelen avgörs i Lillehammer.[1]
- 10-13 mars - Paralympiska vinterspelen avgörs i Lillehammer.[1]
- Lacrosse och ishockey blir officiella nationalsporter i Kanada för sommar respektive vinter.

### Amerikansk fotboll
- 10 juli - Limham Griffins blir svenska mästare genom att finalslå C4 Lions med 37-7 på Stockholms stadion.[1]
- Dallas Cowboys besegrar Buffalo Bills med 30 – 13 i Super Bowl XXVIII. (Final för 1993.)

#### NFL:s slutspel
- I slutspelet deltar från och med 1990 12 lag. I slutspelets omgång I deltar tre Wild Cards tillsammans med den tredje-seedade divisionssegraren. Lag 3 möter lag 6 och lag 4 möter lag 5. Lagen som seedats etta och tvåa går direkt till omgång II.

##### NFC (National Football Conference)
- - Lagen seedades enligt följande
- 1 San Francisco 49ers
- 2 Dallas Cowboys
- 3 Minnesota Vikings
- 4 Green Bay Packers (Wild Card)
- 5 Detroit Lions (Wild Card)
- 6 Chicago Bears (Wild Card)
  - Omgång I (Wild Cards)
- Chicago Bears besegrar Minnesota Vikings med 35 – 18
- Green Bay Packers besegrar Detroit Lions med 16 - 12
  - Omgång II
- San Francisco 49ers besegrar Chicago Bears med 44 – 15
- Dallas Cowboys besegrar Green Bay Packers med 35 - 9
  -     - Omgång III
- San Francisco 49ers besegrar Dallas Cowboys med 38 - 28 i NFC-finalen

##### AFC (American Football Conference)
- - Lagen seedades enligt följande
- 1 Pittsburgh Steelers
- 2 San Diego Chargers
- 3 Miami Dolphins
- 4 Cleveland Browns (Wild Card)
- 5 New England Patriots (Wild Card)
- 6 Kansas City Chiefs (Wild Card)
  - Omgång I (Wild Cards)
- Miami Dolphins besegrar Kansas City Chiefs 27 – 17
- Cleveland Browns besegrar New England Patriots 20 – 13
  - Omgång II
- Pittsburgh Steelers besegrar Cleveland Browns med 29 – 9
- San Diego Chargers besegrar Miami Dolphins med 22 - 21
  -     - Omgång III
- San Diego Chargers besegrar Pittsburgh Steelers med 17 - 13  i AFC-finalen

### Badminton
- 4-7 januari - Svenska mästerskapen avgörs i Täby.[1]
- 10-13 mars - Swedish Open spelas i Lund.[1]
- 10-17 mars - Europamästerskapen spelas i Den Bosch.[1]

### Bandy
- 19 mars - Västerstrands AIK blir svenska dammästare efter finalvinst över AIK med 9–4 på Studenternas IP i Uppsala.[2]
- 20 mars - Västerås SK blir svenska herrmästare efter finalvinst över Vetlanda BK med 5–2 på Studenternas IP i Uppsala.[3][4]
- 30 oktober - Västerås SK vinner World Cup i Ljusdal genom att i finalen besegra Sandvikens AIK med 5–2.[5]
- 31 december - Försök med seriematcher på nyårsdagen görs i Norge.[6]

### Baseboll
- 12 augusti - Spelarna i Major League Baseball (MLB) går ut i strejk. Konflikten med klubbägarna rör frågor kring lönetak‚ skiljeförfarande för att fastställa löner‚ när en spelare ska bli free agent och minimilöner.[7]
- 14 september - Den tillförordnade basebollkommissarien Bud Selig tillkännager att resten av MLB-säsongen, inklusive World Series, ställs in. Det är första gången sedan 1904 som ingen World Series spelas.[7]

### Basket
- 31 mars - Arvika Basket blir svenska mästare för damer genom att finalslå Norrköping Dolphins med 3-0 i matcher.[1]
- 23 april - Kärcher Basket, Göteborg blir svenska mästare för herrar genom att finalslå Stockholm Capitals med 3-2 i matcher.[1]
- 12 juni - Brasilien blir damvärldsmästare i Australien genom att finalslå Kina med 96-87.[8]
- 22 juni - Houston Rockets vinner NBA-finalserien mot New York Knicks.[9]
- 14 augusti - USA blir herrvärldsmästare genom att finalslå Ryssland med 137-91 i Hamilton.[10]

### Bordtennis
- 4–6 februari – Jean-Michel Saive, Belgien, vinner herrklassen vid Europa Top 12 i Arezzo.[1]
- 4–6 mars – Svenska mästerskapen avgörs i Helsingborg.[1]
- 25 mars–4 april – Europamästerskapen avgörs i Birmingham.[1]
  - Frankrike segrar i herrarnas lagtävling före Sverige.
  - Ryssland vinner damernas lagtävling.
  - Marie Svensson från Sverige vinner damsingeln genom att i finalen besegra Gerdie Keen, Nederländerna.
  - Jean-Michel Saive vinner herrsingeln.

### Boxning
- 18 februari - George Scott, Sverige besegrar Homer Gibbins, USA med domarrösterna 2-1 i Atlanta och kan därmed titulera sig amerikansk kontinentalmästare i lätt weltervikt.[1]
- 3-6 mars - Svenska mästerskapen avgörs i Sundsvall.[1]
- 23 april - 26-årige Michael Moorer, USA poängbesegrar Evander Holifield, USA i Caesars Palace i Las Vegas och blir därmed både WBA- och IBF-världsmästare.[1]
- 27 augusti - Jake Rodriguez, USA besegrar George Scott, Sverige i Bushkill, Pennsylvania och blir därmed IBF-världsmästare i lätt weltervikt.[1]
- 6 november - 45-årige George Foreman, USA besegrar Michael Moorer, USA i Las Vegas och blir därmed tungviktsvärldsmästare.[1]

### Brottning
- 8-11 september - Världsmästerskapen i grekisk-romersk brottning avgörs i Tammerfors.[1]

### Curling
- 17 april - Kanada vinner världsmästerskapet för herrar före Sverige medan Schweiz och Tyskland delar på tredjeplatsen.[1]
- 10 december - Skottland vinner Europamästerskapet för herrar i Sundsvall genom att finalslå Schweiz.[1]
- Kanada vinner världsmästerskapet för damer före Skottland medan Sverige och Tyskland delar på tredjeplatsen.[1]
- Danmark vinner Europamästerskapet för damer i Sundsvall genom att finalslå Tyskland.[1]

### Cykel
- 12 juni – Jevgenij Berzin, Ryssland vinner Giro d'Italia[1]
- 21 juni – 24-årige Erik Dekker, Nederländerna vinner Postgirot Open.[1]
- 29-31 juli - Svenska mästerskapen avgörs i Vänersborg.[1]
- 22-28 augusti - Världsmästerskapen avgörs på Sicilien, och för första gången tävlar proffs och amatörer mot varandra.[1]
- Luc Leblanc, Frankrike vinner landsvägsloppet i VM.
- Miguel Induráin, Spanien vinner Tour de France för fjärde året i rad
- Tony Rominger, Schweiz vinner Vuelta a España för tredje året i rad

### Fotboll
- 10 april - Nigeria vinner afrikanska mästerskapet för herrar i Tunisien genom att besegra Tunisien med 2–1.[11]
- 4 maj - Arsenal FC vinner Europeiska cupvinnarcupen genom att besegra Parma AC med 1–0 i finalen på Parken i Köpenhamn.[12]
- 11 maj - Inter vinner UEFA-cupen genom att besegra SV Casino Salzburg i finalerna.[12]
- 12 maj - IFK Norrköping vinner Svenska cupen för herrar genom att besegra Helsingborgs IF med 4–3 efter Sudden death i Göteborg.[13]
- 14 maj - Manchester United FC vinner FA-cupfinalen mot Chelsea FC med 4-0 på Wembley Stadium.[14]
- 18 maj - AC Milan vinner UEFA Champions League genom att besegra FC Barcelona med 4–0 i finalen på Spiros Louis-stadion i Aten.[12]

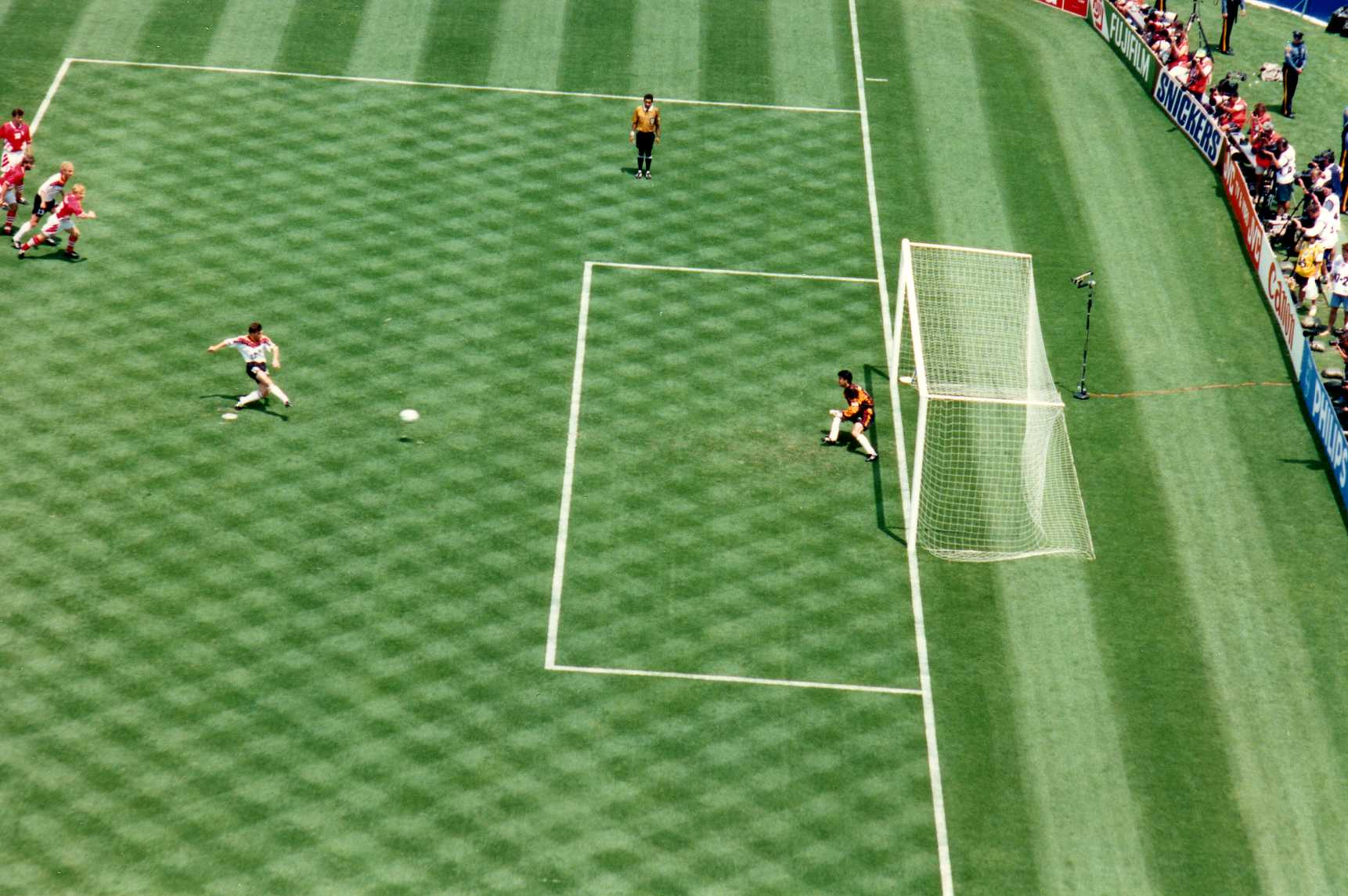
Lothar Matthäus gör mål på straff för Tyskland under förlustmatchen mot Bulgarien i VM för herrar

- 29 juni - Oleg Salenko sätter rekord för antal gjorda mål av en spelare i en VM-match när han gör 5 mål på 60 minuter mot Kamerun[15].

- 17 juli - Brasilien vinner VM-guld genom att i finalen besegra Italien med 3-2 efter straffläggning i Pasadena. Matchen slutar 0–0 efter förlängning. Sverige slutar på tredje plats, genom att besegra Bulgarien med 4–0 i bronsmatchen.[16]
- 17 september - Hammarby IF vinner Svenska cupen för damer genom att finalslå Gideonsbergs IF med 2-1.[17][18]
- 16 november - Svenske Tomas Brolin bryter foten då Sverige slår Ungern med 2-0 på Råsunda fotbollsstadion i Solna i en kvalmatch till Europamästerskapet 1996 i England.[1]
- 22 november - Vatikanstaten får ett inofficiellt herrlandslag i fotboll, som i Rom spelar 0-0 mot San Marinos B-landslag.[19]
- 29 november - Sveriges herrlandslag tilldelas Svenska dagbladets guldmedalj för VM-bronset i USA.[1]
- Okänt datum – Hristo Stoitjkov utses till Årets spelare i Europa.
- Okänt datum – Cafu, Brasilien, utses till Årets spelare i Sydamerika.
- Okänt datum – George Weah, Liberia, utses till Årets spelare i Afrika av tidningen France Football.
- Okänt datum – Emanuel Amunike, Nigeria, utses till Årets spelare i Afrika av Afrikanska fotbollsförbundet.
- Okänt datum – Said al-Owairan, Saudiarabien, utses till Årets spelare i Asien.
- Okänt datum – Aurelio Vidmar, Australien, utses till Årets spelare i Oceanien.
- Okänt datum – Romário utses till Världens bästa fotbollsspelare.

#### Ligasegrare / resp. lands mästare
- Belgien - Anderlecht
- England - Manchester United
- Frankrike - Paris Saint-Germain
- Italien - AC Milan
- Nederländerna – Ajax
- Skottland - Rangers
- Portugal – Benfica
- Spanien - Barcelona
- Sverige - IFK Göteborg (herrar) Malmö FF (damer)
- Tyskland - Bayern München

### Friidrott
- 11-13 mars - inomhus-Europamästerskapen avgörs i Paris.[1]
- 4 juni
  - Haile Gebrselassie, Etiopien noteras för nytt världsrekord på 10 000 meter löpning för herrar då han klockas på tiden 12.56.96 minuter vid tävlingar i Hengelo.[1]
  - Tesfaye Bekele, Etiopien vinner herrklassen i Stockholm Marathon medan Irena Skiljarenko, Ryssland vinner damklassen.[1] 29-31 juli - Svenska mästerskapen avslutas i Göteborg.[1]
- 31 juli - Sergej Bubka, Ryssland noterar nytt herrvärldsrekord i stavhopp då han hoppar 6.14 meter vid tävlingar i Sestriere.[1]
- 7-14 augusti - Världsmästerskapen avgörs i Helsingfors.[1]
- 31 december - Ronaldo da Costa, Brasilien vinner herrklassen och Derartu Tulu, Kenya vinner damklassen vid Sylvesterloppet i São Paulo.[20]
- 27-28 augusti - Finnkampen avgörs på Stockholms stadion. Sverige vinner herrkampen med 219-190, och Finland vinner damkampen med 174-170-68.[1]
- 2 oktober - Benson Masya, Kenya vinner herrklassen medan Tecla Loroupe, Kenya vinner damklassen vid Lidingöloppet.[1]
- Cosmas Ndeti, Kenya vinner herrklassen vid Boston Marathon.[21] medan Uta Pippig, Tyskland vinner damklassen.[22]
- Vid EM i friidrott uppnås följande svenska resultat:
  - 400 m häck, herrar – 2. Sven Nylander
  - 10-kamp, herrar – 2. Henrik Dagård

### Golf

#### Herrar
- 31 juli - Vijay Singh, Fiji vinner Scandinavian Masters på Drottningholmsbanan.[1]
- 9 oktober - Kanada vinner Dunhill Cup genom att finalslå USA med 2-1 på Saint Andrews.[1]
- Mest vunna prispengar på PGA-touren:  Nick Price, Zimbabwe med 1 499 927$
- Mest vunna prispengar på Champions Tour (Senior-touren): Dave Stockton, USA med 1 402 519$

##### Majorstävlingar
- 17 juli - Nick Price, Zimbabwe vinner British Open före Jesper Parnevik, Sverige.[1]
- The Masters - José María Olazábal, Spanien
- US Open - Ernie Els, Sydafrika
- PGA Championship - Nick Price, Zimbabwe

#### Damer
- 14 augusti - Liselotte Neumann, Sverige vinner British Open i Wolburn före Annika Sörenstam, Sverige.[1]
- Mest vunna prispengar på LPGA-touren: Laura Davies, England med 687 201$

##### Majorstävlingar
- Kraft Nabisco Championship - Donna Andrews, USA
- LPGA Championship - Laura Davies, England
- US Womens Open - Patty Sheehan, USA
- Du Maurier Classic - Martha Nause, USA

### Handboll
- 17 april - HK Drott blir svenska herrmästare.[1]
- 5 juni - Sverige blir Europamästare för herrar genom att finalbesegra Tyskland med 34–21 i Portugal.[23]
- 25 september - Danmark blir Europamästare för damer genom att finalbesegra Tyskland med 27–23 i Tyskland.[24]
- Sävsjö HK blir svenska mästare för damer genom att vinna finalserien med 3-0 mot Skånela IF.[1]

### Hastighetsåkning på skridskor
- 8-9 januari - Rintje Ritsma, Nederländerna blir herr-Europamästare i Hamar före Johann Olav Koss, Norge och Falko Zandstra, Nederländerna.[1]
- 12-13 mars - Johann Olav Koss, Norge blir herrvärldsmästare i Göteborg före Ids Potsma, Nederländerna och Rintje Ritsma, Nederländerna.[1]

### Hästsport
- 27 juli-7 augusti - Världsmästerskapen i ridsport avgörs i Haag.[1]

#### Travsport
- 30 januari - Prix d'Amérique avgörs i Paris.[1]
- 4 september - Svenskt travderby avgörs på Jägersro.[1]

### Innebandy
- 13 mars - Första officiella svenska mästarna för juniorer koras i Örebro. IBF Falun vinner herrfinalen mot Warbergs IC 85 med 4-3 medan Boliden IB slår VK Rasket i damfinalen.[25]
- 17 april - Sjöstad IF blir svenska mästare för damer genom att besegra Balrog IK med 2–1 i matcher i finalserien.[26]
- 23 april - Fornudden IB blir svenska mästare för herrar genom att besegra IBK Lockerud med 2–0 i matcher i finalserien.[27]
- 14 maj - Sverige vinner Europamästerskapet för herrar i Finland genom att besegra Finland med 4–1 i finalen, medan Schweiz tar brons.[28][29]
- 12 november - IFF beslutar att världsmästerskap i innebandy skall börja spelas, med start 1996.[28]

### Ishockey
- 1 januari - Svenska Ishockeyförbundet inför, efter några svåra olyckor, tacklingsförbud för 14-åringar och nedåt i åldrarna.[30]
- 4 januari - Kanada vinner juniorvärldsmästerskapet i Ostrava och Frýdek-Místek före Sverige och Ryssland.[31]
- 6 februari - Tjeckien vinner Sweden Hockey Games i Stockholm före Sverige och Ryssland.[32]
- 27 februari - Sverige vinner olympiskt guld i Lillehammer genom att i finalen besegra Kanada på straffar. Finland tar brons.[33]
- 14 april - Malmö IF blir svenska herrmästare efter slutspelsvinst över Modo Hockey med 3 matcher mot 2.[34]
- 17 april - Kanada blir damvärldsmästare genom att i finalen besegra USA i Lakce Placid. Finland tar brons.[35]
- 8 maj - Kanada blir herrvärldsmästare genom att i finalen besegra Finland i Milano. Sverige belägger tredjeplatsen.[36]
- 14 juni - Stanley Cup vinns av New York Rangers som besegrar Vancouver Canucks med 4 matcher mot 3 i slutspelet.[37]
- 18 december - Ryssland vinner Izvestijaturneringen i Moskva före Tjeckien och Finland.[38]
- 30 december - Jokerit, Finland vinner Europacupen i Helsingfors och Åbo genom att finalslå HK Lada Toljatti, Ryssland med 4-2.[39]

### Kanot
- 21-25 september - Världsmästerskapen avgörs i Mexico City.[1]

### Konståkning
- 18-23 januari - Europamästerskapen avgörs i Köpenhamn.[1]
- 22-27 mars - Världsmästerskapen avgörs i Chiba.[1]

#### VM
- Herrar – Elvis Stojko, Kanada
- Damer – Yika Sato, Japan
- Paråkning – Jevgenia Sjisjkova & Vadim Naumov, Ryssland
- Isdans – Oksana Grisjuk & Jevgenij Platov, Ryssland

#### EM
- Herrar – Viktor Petrenko, Ukraina
- Damer – Surya Bonaly, Frankrike
- Paråkning – Jekaterina Gordejeva & Sergej Grinkov, Ryssland
- Isdans – Jayne Torvill & Christopher Dean, Storbritannien

### Motorsport

#### Formel 1
- 30 april - Östterikaren Roland Ratzenberger avlider efter att ha kraschat under kvalet till San Marinos Grand Prix.[40][41][42]
- 1 maj - Brasilianaren Ayrton Senna avlider efter att ha kraschat i San Marinos Grand Prix.[43]
- 13 november - Michael Schumacher från Tyskland blir världsmästare.

#### Motocross
- 20 augusti - Marcus Hansson, Sverige blir världsmästare i 500cc-klassen vid tävlingar utanför Stuttgart.[1]

#### Rally
- 23 november - Didier Auriol, Frankrike vinner rally-VM.

#### Speedway
- 20 augusti - Tony Rickardsson, Sverige blir världsmästare i Vojens.[1]

#### Sportvagnsracing
- 19-20 juni - Yannick Dalmas, Hurley Haywood och Mauro Baldi vinner Le Mans 24-timmars med en Dauer Porsche 962LM.

### Orientering
- 22 juli - Femdagarsloppet avslutas i Ängelholm.[1]

### Simning
- 29 juni-3 juli - Svenska långbanemästerskapen avgörs i Norrköping.[1]
- 6-11 september - Världsmästerskapen i simsport avgörs i Rom.[1]
- 3-4 december - Europamästerskapen i sprintsimning avgörs i Stavanger.[1]
- Vid EM i simning på kort bana uppnås följande svenska resultat:
  - 50 m frisim, herrar – 2. Joakim Holmqvist
  - 50 m ryggsim, herrar – 2. Zsolt Hegmegi
  - 50 m fjärilsim, herrar – 1. Jonas Åkesson
  - Lagkapp 4 x 50 m frisim, herrar – 1. Sverige
  - Lagkapp 4 x 50 m medley, herrar – 2. Sverige
  - 50 m bröstsim, damer – 1. Emma Igelström
  - 100 m individuell medley, damer – 1. Louise Karlsson
  - Lagkapp 4 x 50 m frisim, damer – 2. Sverige
  - Lagkapp 4 x 50 m medley, damer – 3. Sverige

### Skidor, alpina grenar
- 16-20 mars - Världscupfinalerna avgörs i Vail. Kjetil André Aamodt, Norge, vinner herrarnas totalcup.[1]
- 22-26 mars - Svenska mästerskapen i alpin skidåkning avgörs i Sälen.[1]

#### Herrar

##### Världscupen
- Totalsegrare: Kjetil André Aamodt, Norge
- Slalom: Alberto Tomba, Italien
- Storslalom: Christian Mayer, Österrike
- Super G: Jan Einar Thorsen, Norge
- Störtlopp: Marc Girardelli, Luxemburg
- Kombination: Kjetil André Aamodt, Norge

##### SM
- - Slalom vinns av Mats Ericsson, Järfälla AK. Lagtävlingen vinns av Sundsvalls SLK.
  - Storslalom vinns av Fredrik Nyberg, Sundsvalls SLK. Lagtävlingen vinns av Sundsvalls SLK.
  - Super G vinns av Patrik Järbyn, Åre SLK. Lagtävlingen vinns av Åre SLK.
  - Störtlopp vinns av Patrik Järbyn, Åre SLK. Lagtävlingen vinns av Åre SLK.
  - Kombination vinns av Niklas Nilsson, Uppsala SLK.

#### Damer

##### Världscupen
- Totalsegrare: Katja Seizinger, Tyskland
- Slalom: Vreni Schneider, Schweiz
- Storslalom: Anita Wachter, Österrike
- Super G: Katja Seizinger, Tyskland
- Störtlopp: Katja Seizinger, Tyskland
- Kombination: Pernilla Wiberg, Sverige

##### SM
- - Slalom vinns av Kristina Andersson, Östersund-Frösö SLK. Lagtävlingen vinns av Rättviks SLK.
  - Storslalom vinns av Ylva Novén, Östersund-Frösö SLK. Lagtävlingen vinns av Östersund-Frösö SLK.
  - Super G vinns av Martina Fortkord, Saltsjöbadens SLK. Lagtävlingen vinns av Rättviks SLK.
  - Störtlopp vinns av Martina Fortkord, Saltsjöbadens SLK.
  - Kombination vinns av Linda Ydeskog, Rättviks SLK.

### Skidor, nordiska grenar
- 18-23 januari - Jan Ottosson och Antonina Ordina dominerar herr- respektive damtävlingarna vid svenska mästerskapen i längdskidåkning i Sollefteå.[1]
- 12-13 mars - Svenska skidspelen avgörs i Falun.[1]

#### Herrar

##### Världscupen
- 1 Vladimir Smirnov, Kazakstan
- 2 Bjørn Dæhlie, Norge
- 3 Jari Isometsä, Finland

##### Övrigt
- 6 mars - Jan Ottosson, Åsarna IK vinner Vasaloppet.[44]
- Okänt datum – Sixten Jernbergpriset tilldelades Niklas Jonsson, Piteå SGIF.

##### SM
- 15 km (F) vinns av Vladimir Smirnov, Stockviks SF. Lagtävlingen vinns av Åsarnas IK.
- 30 km (F) vinns av Torgny Mogren, Åsarna IK. Lagtävlingen vinns av Åsarnas IK.
- 50 km (K) vinns av Jan Ottosson. Åsarna IK. Lagtävlingen vinns av Åsarna IK.
- Jaktstart (10 km K + 15 km F) vinns av Jan Ottosson. Åsarna IK. Lagtävlingen vinns av Åsarna IK.
- Stafett 3 x 10 km (K) vinns av Åsarnas IK med laget  Jan Ottosson, Jyrki Ponsiluoma och Torgny Mogren .

#### Damer

##### Världscupen
- 1 Manuela Di Centa, Italien
- 2 Ljubov Jegorova, Ryssland
- 3 Jelena Välbe, Ryssland

##### SM
- 5 km (F) vinns av Antonina Ordina, SK Tegsnäspojkarna. Lagtävlingen vinns av Sollefteå SK.
- 10 km (K) vinns av Antonina Ordina, SK Tegsnäspojkarna. Lagtävlingen vinns av Hudiksvalls IF.
- 30 km (F) vinns av Antonina Ordina, SK Tegsnäspojkarna. Lagtävlingen vinns av Sollefteå SK.
- Jaktstart (5 km K + 10 km F) vinns av Antonina Ordina, SK Tegsnäspojkarna. Lagtävlingen vinns av Sollefteå SK.
- Stafett 3 x 5 km (F) vinns av Sollefteå SK med laget  Anna Gåfvels, Lis Frost och Annika Evaldsson .

### Skidorientering
- 2-6 februari - Världsmästerskapen avgörs i Val di Non.[45]

### Skidskytte

#### Herrar

##### VM
- Lagtävling
  - 1 Italien – Pier Alberto Carrara, Hubert Leitgeb, Andreas Zingerle & Willfried Pallhuber
  - 2 Ryssland – Vladimir Dratsjov, Aleksej Kobeljev, Valerij Kirijenko & Sergej Tarasov
  - 3 Tyskland – Jens Steinigen, Marco Morgenstern, Peter Sendel  & Steffen Hoos
  - 3 Norge – Sylfest Glimsdal, Ole Einar Bjørndalen, Halvard Hanevold & Jon Åge Tyldum
- Övriga grenar se Olympiska vinterspelen 1994

##### Världscupen
- 1 Patrice Bailly-Salins, Frankrike
- 2 Sven Fischer, Tyskland
- 3 Frank Luck, Tyskland

#### Damer

##### VM
- Lagtävling
  - 1 Vitryssland – Natalja Permjakova, Natalja Rysjenkova, Irina Kakujeva & Svetlana Paramygina
  - 2 Norge – Ann Elen Skjelbrejd, Åse Idland, Anette Sikveland & Hildegunn Fossen
  - 3 Frankrike – Emmanuelle Claret, Nathalie Beausire, Corinne Niogret & Véronique Claudel
- Övriga grenar se Olympiska vinterspelen 1994

##### Världscupen
- 1 Svetlana Paramygina, Vitryssland
- 2 Nathalie Santer, Italien
- 3 Anne Briand, Frankrike

### Tennis

#### Herrar

##### Tennisens Grand Slam
- 30 januari - Pete Sampras, USA vinner Australiska öppna i Melbourne genom att finalslå Pete Sampras, USA med 3-0 i set i finalen.[1]
- 5 juni - Sergi Bruguera vinner Australiska öppna i Paris genom att finalslå Sergi Bruguera, Spanien med 3-1 i set i finalen.[1]
- 3 juli - Pete Sampras, USA vinner Wimbledonmästerskapen genom att finalslå Goran Ivanišević, Kroatien med 3-0 i set i finalen.[1]
- US Open - André Agassi, USA
  - 11 september - Andre Agassi, USA vinner US Open genom att finalslå Michael Stich, Tyskland med 3-0 i set.[1]
- 10 juli - Berndt Karbacher, Tyskland vinner Swedish Open i Båstad genom att finalslå Horst Skoff, Österrike med 2-0 i set i finalen.[1]
- 30 oktober - Boris Becker, Tyskland vinner Stockholm Open genom att finalslå Goran Ivanišević, Kroatien med 3-0 i set i finalen.[1]
- 20 november - Pete Sampras, USA vinner ATP Tour World Championships för herrar i Frankfurt am Main genom att finalslå Boris Becker, Tyskland med 3-1 i set.[1]
- 11 december - Magnus Larsson, Sverige vinner Grand Slam Cup i München genom att finalslå Pete Sampras, USA med 3-1 i set.[1]
- 17 december - Davis Cup: Sverige finalbesegrar Ryssland med 4-1 i Moskva.[46]

#### Damer

##### Tennisens Grand Slam
- Australiska öppna - Steffi Graf, Tyskland
- Franska öppna - Arantxa Sánchez Vicario, Spanien
- Wimbledon - Conchita Martínez, Spanien
- US Open - Arantxa Sánchez Vicario, Spanien
- 24 juli - Spanien vinner Federation Cup genom att finalbesegra USA med 2-1 i Frankfurt am Main.[47]

### Volleyboll
- 7 april - Uppsala VBS blir svenska mästare för herrar genom att vinna med 3-0 hemma mot Örkelljunga VK och tar därmed hem finalserien med 3-1 i matcher.[1]
- 8 oktober - Italien blir herrvärldsmästare genom att finalbesegra Nederländerna med 3-1 i Aten.[48]
- 30 oktober - Kuba blir damvärldsmästare genom att finalbesegra Brasilien med 3-1 i São Paulo.[49]
- Vallentuna VBK blir svenska mästare för damer genom att vinna finalserien med 3-2 mot KFUM Örebro.[1]

## Evenemang
- Olympiska vinterspelen 1994 arrangeras i Lillehammer, Norge
- VM i basket anordnas i Toronto, Kanada
- VM på cykel anordnas i Agrigento,  Italien
- VM i curling för damer anordnas i Oberstdorf, Tyskland
- VM i curling för herrar anordnas i Oberstdorf, Tyskland
- VM i ishockey anordnas i Bolzano  och Milano, Italien
- VM i konståkning anordnas i Chiba, Japan
- VM i skidskytte anordnas i Canmore, Alberta, Kanada
- EM i bordtennis anordnas i Birmingham, England
- EM i friidrott anordnas i Helsingfors, Finland
- EM i friidrott inomhus anordnas i Paris, Frankrike
- EM i innebandy anordnas i Finland
- EM i konståkning anordnas i Köpenhamn, Danmark
- EM i simning på kort bana anordnas i Stavanger, Norge

## Födda
- 4 februari – Alexia Putellas, spansk fotbollsspelare.
- 21 maj – Tom Daley, brittisk simhoppare.
- 8 september – Magnus Jákupsson, färöisk simmare.
- 6 december – Giannis Antetokounmpo, grekisk basketspelare.

## Avlidna
- 17 januari – Helen Stephens, amerikansk friidrottare (OS 1936).
- 20 januari – Matt Busby, skotsk fotbollsledare.
- 29 januari – Ulrike Maier, 27, österrikisk alpin skidåkare. (omkom på tävling)[1]
- 25 februari – Jersey Joe Walcott, amerikansk tungviktsboxare, världsmästare
- 17 mars – Ellsworth Vines, amerikansk tennisspelare.
- 30 april - Roland Ratzenberger, österrikisk racerförare (dödskrasch vid San Marinos Grand Prix).
- 1 maj – Ayrton Senna, brasiliansk racerförare (dödskrasch vid San Marinos Grand Prix).[1]
- 28 maj – Julius Boros, amerikansk golfspelare.
- 2 juli – Andres Escobar, colombiansk fotbollsspelare, back.
- 3 juli - Lew Hoad, australisk tennisspelare.
- 17 juli – Jean Borotra, 95, fransk tennisspelare.[1]
- 3 september - Billy Wright, engelsk fotbollsspelare och -tränare.
- 18 september – Vitas Gerulaitis, 40, amerikansk tennisspelare.[1]
- 12 november - Wilma Rudolph, 54, amerikansk friidrottare, 3 OS-guld.[1]

### Fotnoter
1. 1 2 3 4 5 6 7 8 9 10 11 12 13 14 15 16 17 18 19 20 21 22 23 24 25 26 27 28 29 30 31 32 33 34 35 36 37 38 39 40 41 42 43 44 45 46 47 48 49 50 51 52 53 54 55 56 57 58 59 60 61 62 63 64 65 66 67 68 69 70 71 72 73 74   Horisont 1994. Bertmarks
2. ↑  Erik Jonsson (19 mars 1994). ”1990–1999”. Svenska Bandyförbundet. Arkiverad från originalet den 17 mars 2020. https://web.archive.org/web/20200317214705/https://www.svenskbandy.se/BANDYFINALEN/HISTORIK/Svenskamastare/Damer/1990-1999. Läst 18 mars 2020.
3. ↑  Erik Jonsson (20 mars 1994). ”1990–1999”. Svenska Bandyförbundet. https://www.svenskbandy.se/BANDYFINALEN/HISTORIK/Svenskamastare/Herrar/1990-1999/. Läst 18 mars 2020.
4. ↑  ”Västerås Sportklubbs SM-finaler i bandy”. VSK Forum. http://www.vskforum.com/vsk.nu/SM-finallag.html. Läst 21 juli 2011.
5. ↑  ”World Cup” (på engelska). Bandysidan. http://www.bandysidan.nu/event.php?EVID=132. Läst 20 augusti 2011.
6. ↑  ”Nyttårskampene - En tradisjon?” (på norska). Norges Bandyforbund. Januari 2001. http://arkiv.bandyforbundet.no/bandy/jan2001.asp. Läst 2 september 2011.
7. 1 2  ”Charlton's Baseball Chronology - 1994” (på engelska). Charlton's Baseball Chronology. Arkiverad från originalet den 20 september 2015. https://web.archive.org/web/20150920143343/http://www.baseballlibrary.com/chronology/byyear.php?year=1994. Läst 8 juli 2015.
8. ↑  ”Sport Statistics”. Arkiverad från originalet den 8 september 2011. https://web.archive.org/web/20110908184551/http://todor66.com/basketball/World/Women_1994.html. Läst 24 augusti 2011.
9. ↑  ”Basketball Reference”. http://www.basketball-reference.com/leagues/NBA_1994_games.html. Läst 25 augusti 2011.
10. ↑  ”Sport Statistics”. Arkiverad från originalet den 21 januari 2012. https://web.archive.org/web/20120121162010/http://todor66.com/basketball/World/Men_1994.html. Läst 24 augusti 2011.
11. ↑  ”African Nations Cup 1994”. http://www.rsssf.com/tables/94a.html. Läst 16 augusti 2011.
12. 1 2 3  ”European Competitions 1993-94” (på engelska). RSSSF. http://www.rsssf.com/ec/ec199394.html. Läst 16 augusti 2011.
13. ↑  Jimmy Lindahl (25 maj 2005). ”Svenska cupen – finalmatcher”. Bolletinen. http://www.bolletinen.se/sfs/pdf/stat_h_allsvens_1941_2005_stat_herr_cupen_finalmatcher.pdf. Läst 21 augusti 2012.
14. ↑  ”England FA Challenge Cup 1993-1994” (på engelska). RSSSF. http://www.rsssf.com/tablese/engcup1994.html. Läst 19 augusti 2012.
15. ↑  Pettersson, Linus (22 februari 2023). ”Recap: Vem gjorde flest mål i vm 1994?”. sport247. https://www.sport247.se/fotboll/vem-gjorde-flest-mal-i-vm-1994/. Läst 23 februari 2023.
16. ↑  ”World Cup 1994” (på engelska). RSSSF. http://www.rsssf.com/tables/94f.html. Läst 12 augusti 2011.
17. ↑  Jimmy Lindahl (25 maj 2005). ”Svenska cupen för damer”. Bolletinen. http://www.bolletinen.se/sfs/pdf/stat_d_lanslag_19981_2005_sv_cup_damer.pdf. Läst 21 augusti 2012.
18. ↑  ”1994”. Hammarby IF:s historia. http://www.hifhistoria.se/Historia/1994.html. Läst 21 augusti 2012.
19. ↑  ”Vatican City International Matches” (på engelska). RSSSF. http://www.rsssf.com/tablesv/vaticaan-intres.html. Läst 20 augusti 2011.
20. ↑  ”1990” (på portugisiska). Sylvesterloppet. Arkiverad från originalet den 1 mars 2014. https://web.archive.org/web/20140301032551/http://www.saosilvestre.com.br/1990. Läst 19 augusti 2012.
21. ↑  ”Boston Marathon”. Arkiverad från originalet den 27 april 2015. https://web.archive.org/web/20150427035419/http://www.baa.org/races/boston-marathon/boston-marathon-history/past-champions/past-mens-open-champions.aspx. Läst 9 april 2011.
22. ↑  ”Boston Marathon”. Arkiverad från originalet den 7 mars 2012. https://web.archive.org/web/20120307073943/http://www.baa.org/races/boston-marathon/boston-marathon-history/past-champions/past-womens-open-champions.aspx. Läst 9 april 2011.
23. ↑  ”Sport Statistics”. Arkiverad från originalet den 19 juni 2011. https://web.archive.org/web/20110619224036/http://todor66.com/handball/Europe/Men_1994.html. Läst 23 augusti 2011.
24. ↑  ”Sport Statistics”. Arkiverad från originalet den 24 augusti 2011. https://web.archive.org/web/20110824151625/http://www.todor66.com/handball/Europe/Women_1994.html. Läst 23 augusti 2011.
25. ↑  Olsson, Persson, Olsson, Persson. Innebandy. Rabén & Sjögren
26. ↑  ”SM-slutspel damer 1993/94”. Svenska Innebandyförbundet. Arkiverad från originalet den 15 december 2011. https://web.archive.org/web/20111215205611/http://www.innebandy.se/sv/StatistikHistorik/Statistik-och-rekord-damer-elit/SM-slutspel-genom-tiderna-damer1/199394/. Läst 22 augusti 2011.
27. ↑  ”SM-slutspel herrar 1993/94”. Svenska Innebandyförbundet. Arkiverad från originalet den 15 december 2011. https://web.archive.org/web/20111215202829/http://www.innebandy.se/sv/StatistikHistorik/Statistik-och-rekord-herrar-elit/SM-slutspel-genom-tiderna-herrar1/199394/. Läst 22 augusti 2011.
28. 1 2  ”Datum i innebandyhistorien”. Svenska Innebandyförbundet. Arkiverad från originalet den 15 maj 2021. https://web.archive.org/web/20210515132333/https://epiadmin.innebandy.se/sv/StatistikHistorik/Datum-i-innebandyhistorien/. Läst 22 augusti 2011.
29. ↑  ”Men's European Championships 1994” (på engelska). International Floorball Federation. https://floorball.sport/world-championships/european-championships/mens-european-champions-1994/. Läst 22 augusti 2011.
30. ↑  Norlin, Arne. Hockey - de tuffa lirarnas spel. Rabén & Sjögren
31. ↑  ”Championnat du monde 1994 des moins de 20 ans” (på franska). Hockey Archives. 4 januari 1994. https://www.hockeyarchives.info/U-20_1994.htm. Läst 9 september 2012.
32. ↑  ”Matches internationaux 1993/94” (på franska). Hockey Archives. 6 februari 1994. https://www.hockeyarchives.info/inter1994.htm. Läst 20 augusti 2012.
33. ↑  ”Jeux Olympiques de Lillehammer 1994” (på franska). Hockey Archives. https://www.hockeyarchives.info/JO1994.htm. Läst 15 augusti 2011.
34. ↑  ”Championnat de Suède 1993/94” (på franska). Hockey Archives. 14 april 1994. https://www.hockeyarchives.info/Suede1994.htm. Läst 15 augusti 2011.
35. ↑  ”Championnats du monde féminins 1994” (på franska). Hockey Archives. 17 april 1994. https://www.hockeyarchives.info/mondefem1994.htm. Läst 15 augusti 2011.
36. ↑  ”Championnats du monde 1994” (på franska). Hockey Archives. 8 maj 1994. https://www.hockeyarchives.info/mondial1994.htm. Läst 15 augusti 2011.
37. ↑  ”NHL 1993/94” (på franska). Hockey Archives. https://www.hockeyarchives.info/NHL1994.htm. Läst 23 mars 2020.
38. ↑  ”Matches internationaux 1994/95” (på franska). Hockey Archives. 18 december 1994. https://www.hockeyarchives.info/inter1995.htm. Läst 20 augusti 2012.
39. ↑  ”Coupe d'Europe 1994/95” (på franska). Hockey Archives. 30 december 1994. https://www.hockeyarchives.info/Europe1995.htm. Läst 9 september 2012.
40. ↑  Sam Tremayne. ”A racer through and through - Ratzenberger remembered”. A racer through and through - Ratzenberger remembered. Formula 1. https://www.formula1.com/en/latest/article.a-racer-through-and-through-ratzenberger-remembered.4GgLrhjq9vSL5anb023G7.html.
41. ↑  ”10 most striking Formula One crashes ever”. 10 most striking Formula One crashes ever. automotoportal.com. 7 June 2006. http://www.automotoportal.com/article/10_most_striking_Formula_One_crashes_ever. Arkiverad 18 oktober 2012 hämtat från the Wayback Machine. ”Arkiverade kopian”. Arkiverad från originalet den 18 oktober 2012. https://web.archive.org/web/20121018040553/http://www.automotoportal.com/article/10_most_striking_Formula_One_crashes_ever. Läst 31 mars 2022.
42. ↑  Campbell, Paul (1 May 2014). ”From the Vault: the tragic death of F1 driver Roland Ratzenberger in 1994”. From the Vault: the tragic death of F1 driver Roland Ratzenberger in 1994. https://www.theguardian.com/sport/blog/2014/may/01/roland-ratzenberger-formula-one-grand-prix-san-marino-ayrton-senna.
43. ↑  Longer, Andrew (31 October 1994). ”Ayrton Senna: The Last Hours”. The Times. https://www.thetimes.co.uk/article/ayrton-senna-the-last-hours-hl30nd58kmj.
44. ↑  ”Historiska segrare”. Vasaloppet. Arkiverad från originalet den 22 mars 2020. https://web.archive.org/web/20200322121012/https://www.vasaloppet.se/wp-content/uploads/sites/1/2019/09/historiska_segrare_vasaloppet_sve_2019-09-18.pdf. Läst 5 september 2011.
45. ↑  ”World Ski Orienteering Championships 1994” (på engelska). http://orienteering.org/events/?event_id=123. Läst 9 september 2012.
46. ↑  ”Davis Cup”. http://www.daviscup.com/en/results/tie/details.aspx?tieId=10005366. Läst 20 augusti 2011.
47. ↑  ”Fed Cup”. Arkiverad från originalet den 24 mars 2012. https://web.archive.org/web/20120324121551/http://www.fedcup.com/en/results/tie/details.aspx?tieId=20004699. Läst 21 augusti 2011.
48. ↑  ”Sport Statistics”. Arkiverad från originalet den 16 november 2015. https://web.archive.org/web/20151116062024/http://todor66.com/volleyball/World/Men_1994.html. Läst 24 augusti 2011.
49. ↑  ”Sport Statistics”. Arkiverad från originalet den 27 juni 2015. https://web.archive.org/web/20150627000816/http://todor66.com/volleyball/World/Women_1994.html. Läst 24 augusti 2011.